# Reinaldo de Lizárraga
Fra Reginaldo o Reinaldo de Lizárraga (nascut Baltasar Ovando), O.P (Medellín, 1545 - Asunción del Paraguai, 1615) va ser un clergue dominic i cronista espanyol.
Va ser bisbe de l'Arquebisbat de la Santíssima Concepción en la seva antiga seu de Concepción quan estava situada en la comuna de Penco (1568-1589) i d'Asunción (1607-1615). Va escriure Descripció breu de tot el país del Perú, Tucumán, Riu de la Plata i Xile (publicat a Lima el 1908).

## Biografia
En el capítol segon de la seva obra i sota el títol de Descripció del Perú, l'autor va dir textualment el següent:
| « | Tractaré el que he vist, com a home que va arribar a aquest Perú fa més de cinquanta anys del dia que això escric, noi de quinze anys, amb els meus pares, que van venir a Quito, des d'on, sempre en diferents temps, i edats, he vist moltes vegades el més i millor d'aquest Perú, d'allí fins a Potosí, que són més de 600 llegües, i des de Potosí al regne de Xile, per terra, que hi ha més de cinc-centes, travessant tot el regne de Tucumán, ja en Xile m'ha donat l'obediència d'anar dues vegades; aquesta que acabo de dir va ser la segona, i la primera per mar des del port de la ciutat de Los Reyes; he dit això perquè no parlaré d'oïdes, sinó molt poc, i llavors diré haver-ho sentit més a persones fidedignes; la resta he vist amb els meus propis ulls, i com diuen, palpant amb les mans; per la qual cosa es veu que és veritat, i el que vaig escoltar no menys; algunes coses diré que sembla van contra tota raó natural, a les quals l'incrèdul dirà que doni llargues vies; més el tal donarà mostres d'un curt entenement perquè no creure els homes sinó el que en les seves pàtries veuen, és de tals. | » |

Tenia quinze anys quan va arribar a Amèrica amb els seus pares. Després d'una estada a Quito, el 1560 va passar a Lima, on va prendre l'hàbit de l'orde de Sant Domènec de mans de fra Tomàs de Argomedo, canviant el seu nom original de Baltasar de Ovando pel de Reginaldo de Lizárraga, segons el costum molt habitual d'aquella època. A l'any següent va ser enviat com Predicador General a recórrer les províncies, des de Quito a Potosí, Tucumán i Xile. Va estar a Chuquisaca quan va arribar allà el virrei Francisco de Toledo, i es va oposar a l'expedició que aquest va dirigir contra els chiriguanos. També va passar per Cusco. Segons el pare Rubén Vargas Ugarte, Lizárraga va estudiar a Quito la gramàtica i va rebre també la tonsura, havent passat el 1560 a Lima al convent del Rosari va prendre l'hàbit; va ser llavors quan va deixar d'anomenar-se Baltasar Ovando.
El 1586 va ser elegit prior del convent de Lima, ocasió en la qual va fer l'antic tallamar a les ribes del riu Rímac per lliurar el convent d'una inundació. En 1589 va ser nomenat Provincial de la Nova Província de Xile i va marxar a aquest destí per terra, havent de recórrer deserts immensos i abrasadors. Complert el seu comès, va tornar a Lima el 1592 i va servir com a mestre de novicis. Va servir també com a capellà en l'armada que va perseguir i capturar al corsari Richard Hawkins el 1594. Va passar després a regentar la doctrina en Jauja.
Ja amb la fama de pietós i prudent, el virrei de Perú García Hurtado de Mendoza el va recomanar al rei Felip II perquè ocupés la vacant del bisbat de La Imperial, a Xile. El papa Climent VII va enviar les butlles respectives el 1598, sent consagrat per l'arquebisbe de Lima Toribio de Mogrovejo el 24 d'octubre de 1599, però només es va dirigir a la seva seu episcopal al desembre de 1602. Vista la precària condició de la mateixa, va decidir traslladar-se a Concepción i, al·legant la seva edat avançada, va renunciar al seu bisbat el 1605. Però va ser destinat a la seu episcopal d'Asunción del Paraguai el1607, que va ocupar fins a la seva mort.

## Obres
La seva obra principal és Descripció breu de tot el país del Perú, Tucumán, Riu de la Plata i Xile, també coneguda com a Descripció i població de les Índies, obra que va deixar inèdita, ja que si bé va intentar publicar-la, no ho va assolir, ja que la persona a qui havia confiat que ho fes imprimir a Madrid es va apoderar de diners destinats per a tal fi. No va ser fins al 1908 que es va publicar a Lima, a la revista de l'Institut Històric del Perú i amb pròleg de l'erudit Carlos A. Romero. Altres edicions van aparèixer a Madrid (1909) i a Buenos Aires (1916). És una obra que conté dades i observacions de gran interès històric, escrita amb un estil amè. Com va dir Carlos A. Romero, és el «'fruit de les observacions de l'autor durant mig segle de vietge continu per l'immens territori del virregnat [del Perú].»
Lizárraga va deixar també inèdits tres volums de sermons, a més d'alguns comentaris teològics.